# Endromis subpyrinaea
Endromis subpyrinaea är en fjärilsart som beskrevs av Bustillo 1974. Endromis subpyrinaea ingår i släktet Endromis och familjen skäckspinnare. Inga underarter finns listade i Catalogue of Life.